# Krapeț, Vrața
Krapeț (în bulgară Крапец) este un sat în comuna Mezdra, regiunea Vrața,  Bulgaria. 

## Demografie
Componența etnică a satului Krapeț
     Romi (27,24%)
     Bulgari (72,75%)
     Nicio identificare (0%)
     Altele (0%)
La recensământul din 2011, populația satului Krapeț era de 356 locuitori. Din punct de vedere etnic, majoritatea locuitorilor (72,75%) erau bulgari, cu o minoritate de romi (27,24%). Pentru 0% din locuitori nu este cunoscută apartenența etnică.